# Metka Bučar
Metka Bučar, ursprungligen Margaritha Maria Victoria Hahm, född den 24 augusti 1903 i Divača i Slovenien, Österrike-Ungern, död 13 juli 1988 i Ljubljana i Slovenien, SFR Jugoslavien var en slovensk skådespelare.

Fadern Ferdinand Hahm var järnvägsarbetare. Modern var hemmafru och född Kržišnik.  

Metka Bučar levde i Slovenien under krigstiderna; kriget Österrike-Ungern-Italien, första världskriget, andra världskriget och när Slovenien låg under den federala unionen Jugoslavien.
Metka Bučar var aktiv på filmscenen i ca tjugofem år och har medverkat i över 30 slovenska och utländska filmer. Hon tillhörde den bättre skaran slovenska komiker inom teater, film och TV. 
Metka Bučars skådespelarkarriär började i Šentjakobski teater i Ljubljana. Mellan 1947 och 1949 var hon medlem i Maribor Drama teatern för att sedan gå över till MGL och arbetade fram till 1958 på teatern.
Metka Bučar framförde med filmen Vesna under sitt eget land Slovenien året 1957, och samma år medverkade hon i en liten biroll i den italienska filmen Salt, sol och svartsjuka där hon fick spela mot Marcello Mastroianni som hade den stora huvudrollen. 
Rade Serbedzija har även spelat mot Metka Bučar i filmen Begunec (1975).

## Biografi
Metka Bučar föddes och bodde i sin tidiga barndom i Divača, där hon hade smeknamnet Metka. Metka Bučar flyttade sedan med sina föräldrar till Jesenice, då Ferdinand Hahm fördes officiellt inom sitt ämbete, där de bodde i järnvägskolonin på Hrušica. 
1911 bara 14 år gammal började Metka Bučar arbeta på järnvägen och fick då tillbaka sitt smeknamn Metka. I likhet med sina föräldrar började Metka Bučar delta i det varierande kulturella och sociala livet i Jesenice. 
Inne på apoteket vid Koženju träffade Metka Bučar en ung apotekare från Novo Mesto, Danilo Bučar, vilken under en kort period tog över ledarskapet för orkestern och kören ensemble Sokol. 
1915 då Metka Bučar fyllde 19 år flyttade hon till Ljubljana för att istället arbeta på Postsparbanken och uppträda på teatern "Šentjakobčani" där de var som en enda stor familj. De besökte Gostilnan (pub med café) tillhörandes det amerikanska teatersällskapet St James Theatre och ensemble Sokol. Tillsammans gick de alla även ut på dans och ägnade sig åt cykling .
År 1925 gifte sig Metka Bučar med sin första kärlek, medlem av St James Theatre ( där även Metka Bučar var medlem) och kompositören Danilo Bučar (1896-1971). 
Efter födseln av dottern Neda (1927) slutade Metka Bučar arbeta och utförde istället för Šentjakob Theatre  olika administrativa uppgifter.
Under andra världskriget (1939-1945)  var teatern stängd. Fem medlemmar av teatern sköts som gisslan och tre dödades i striden. Kriget gjorde maken Bučar mentalt och fysiskt utmattad, liksom deras dotter Neda. 
Efter kriget började Metka Bučar arbeta för skogsekonomi.
Åren 1947-49 var Metka Bučar medlem i ensemblen Maribor drama för att sedan gå över till MGL och arbetade fram till 1958 på teatern.
Metka Bučar medverkade i filmer och framträdde i TV fram tills 1973.  Då maken dog 1971 blev den annars så glada och sällskapliga Metka Bučar förändrad och stängde in sig. Metka Bučar hade kontakt endast med familjemedlemmar och vänner blev då sällsynta.

## Filmografi
| Årtal | Titel                                              | Land                                            | Språk                     | Genre               | Regissör       | Producent Produktion                               |  |
| ----- | -------------------------------------------------- | ----------------------------------------------- | ------------------------- | ------------------- | -------------- | -------------------------------------------------- |  |
| 1948  | Na svoji zemlji                                    | Socialistiska federativa republiken Jugoslavien | slovenska                 | drama krig novell   | France Štiglic | Triglav Film (Ljubljana)                           |  |
| 1952  | Svet na kajzarju                                   | Socialistiska federativa republiken Jugoslavien | slovenska                 | drama novell        | France Štiglic | Triglav Film (Ljubljana)                           |  |
| 1953  | Jara gospoda                                       | Socialistiska federativa republiken Jugoslavien | slovenska                 | drama novell        | Bojan Stupica  | Triglav Film (Ljubljana)                           |  |
| 1953  | Vesna                                              | Socialistiska federativa republiken Jugoslavien | slovenska                 | komedi romantik     | František Čap  | Triglav Film (Ljubljana)                           |  |
| 1957  | Salt, sol och svartsjuka (La ragazza della salina) | Socialistiska federativa republiken Jugoslavien | slovenska                 | drama thriller      | František Čap  | Triglav Film (Ljubljana)                           |  |
| 1957  | Ne cakaj na maj                                    | Socialistiska federativa republiken Jugoslavien | slovenska                 | romantik            | František Čap  | Triglav Film (Ljubljana)                           |  |
| 1959  | Dobri stari pianino                                | Socialistiska federativa republiken Jugoslavien | slovenska                 | krig                | France Kosmač  | Triglav Film (Ljubljana)                           |  |
| 1959  | Tri cetrtine sonca                                 | Socialistiska federativa republiken Jugoslavien | slovenska serbo-kroatiska | drama               | Jože Babič     | Triglav Film (Ljubljana)                           |  |
| 1962  | Tistega lepega dne                                 | Socialistiska federativa republiken Jugoslavien | slovenska                 | komedi              | France Štiglic | Viba Film (Ljubljana)                              |  |
| 1962  | Nas avto                                           | Socialistiska federativa republiken Jugoslavien | slovenska                 | komedi              | František Čap  | Triglav Film (Ljubljana)                           |  |
| 1964  | Ne joči, Peter                                     | Socialistiska federativa republiken Jugoslavien | slovenska                 | äventyr krig komedi | France Štiglic | Viba Film (Ljubljana)                              |  |
| 1965  | Lucija                                             | Socialistiska federativa republiken Jugoslavien | slovenska                 | novell              | France Kosmač  | Viba Film (Ljubljana)                              |  |
| 1973  | Begunec                                            | Socialistiska federativa republiken Jugoslavien | slovenska                 | drama krig          | Jane Kavčič    | Filmska Radna Zajednica(FRZ) Viba Film (Ljubljana) |  |